# Михајло Лабало
Михајло Лабало (Лукавац код Невесиња, 10. јул 1923 — Невесиње, 11. мај 2007) је био српски привредник и филантроп. Рођен је у селу Лукавац, 10. јула 1923. које припада општини Невесиње, Република Српска. Преминуо је 11. маја 2007. године у Невесињу. Истакао се својим хуманитарним радом који је махом био усмјерен према његовом родном крају.

## Биографија
Као младић од 18 година учествује у јунском народном устанку 1941. године против фашизма. Ово је био први устанак против фашизма у тадашњој Европи. Није подигнут по директиви комунистичке партије, а устанком је командовао официр југословенске војске у отаџбини невесињски војвода Петар Самарџић. Михајло је активно учествовао у ослобађању жандармеријске станице у Лукавцу и протјеривању хрватских усташа са подручја Невесиња. У прољеће 1943. године бива заробљен код Калиновика у борби са њемачким фашистима као припадник Југословенске војске у отаџбини. Као њемачки заробљеник бива пребачен у логор у Грчку, а одатле у Италију, гдје је као слободан човјек дочекао крај рата.
Михајло из Италије одлази у Јужну Америку, тачније у Перу, гдје се врло брзо сналази научивши језик и завршивши студије економије. Из Перуа прелази у Сједињене Америчке Државе гдје завршава студије психологије. У САД-у се почиње бавити бизнисом, и то прометом и осигурањем некретнина, гдје постиже изузетне успјехе поставши један од најбогатијих Срба у Америци.

## Хуманитарни рад
За вријеме свог боравка у Америци помаже своје родно мјесто. Обнавља Храм Светих Апостола Петра и Павла у свом родном селу Лукавцу. Помаже свој народ у току посљедњег рата 1991-1995. године. Подиже савремену болницу у Невесињу. Михајло даје значајан прилог за изградњу Храма Светог Саве на Врачару, помаже у изградњи манастира Житомислић.
Михајло Лабало је одликован највећим орденом СПЦ - орденом Светог Саве првог степена, а добитник је плакете града Невесиња.